# 大亚历山德里夫卡市镇
大亚历山德里夫卡镇级市镇（烏克蘭語：Великоолександрівська селищна громада），是乌克兰赫尔松州贝里斯拉夫区的一个市镇，行政中心为大亞歷山德里夫卡。市镇面积为865.4平方公里，人口数量为16,239人（2020年）。

## 居民点
该市镇包括3个市级镇（大亞歷山德里夫卡、白克里尼察、卡爾耶爾內）和31个村庄。村庄列表如下：
- 比洛希爾卡
- 比洛烏索韋 (貝里斯拉夫區)
- 比洛烏索韋 (赫爾松州)
- 貝茲沃德內
- 布魯斯金斯凱
- 布齊夫斯凱
- 韋塞萊
- 維什內韋
- 達維迪夫布里德
- 多夫霍韋
- 扎波里日亚
- 伊欣卡
- 卡姆亞內
- 科斯特羅姆卡
- 克里尼昌卡
- 小亚历山德里夫卡
- 新卡盧哈
- 第二新卡盧哈
- 新瓦西里夫卡
- 新德米特里夫卡
- 新巴甫利夫卡
- 五一村
- 舊錫利亞
- 斯泰波韋
- 特韋爾多梅多韋
- 托卡雷韋
- 特里福尼夫卡
- 紅柳德米利夫卡
- 契卡洛韋
- 紹斯塔科韋
- 夏斯利韋